# Иоанн Канапариус
Иоанн Канапариус (X век, предп. Рим — 2 октября 1004, Рим) — монах-бенедиктинец, жил в монастыре св. Бонифация и Алексия на Авентине, в Риме. Автор первого «Жития св. Адальберта», которое было написано в 999 г., всего два года после мученической смерти последнего и непосредственно перед его канонизацией. Адальберт тоже жил в этом монастыре в 989—993 гг. и, по-видимому, Канапариус лично знал его.
Весной 997 г. Адальберт (Войтех), бывший епископ Пражский, был послан папой в качестве миссионера в Пруссию с целью обращения тамошних язычников в христианство. Его маршрут проходил вдоль р. Вислы и должен был достигнуть Балтийского моря, недалеко от того места, где впоследствии возник город Гданьск. В то время там находилось лишь небольшое рыбацкое поселение, которое Канапариус записывает как «urb-Gyddanyzc». Миссии Адальберта не суждено было закончиться мирно: пруссы убили его. Историю жизни и гибели Адальберта описал Канапариус. Он также описал ландшафт местности, где произошла трагедия, что дало повод к различным интерпретациям его географического положения.

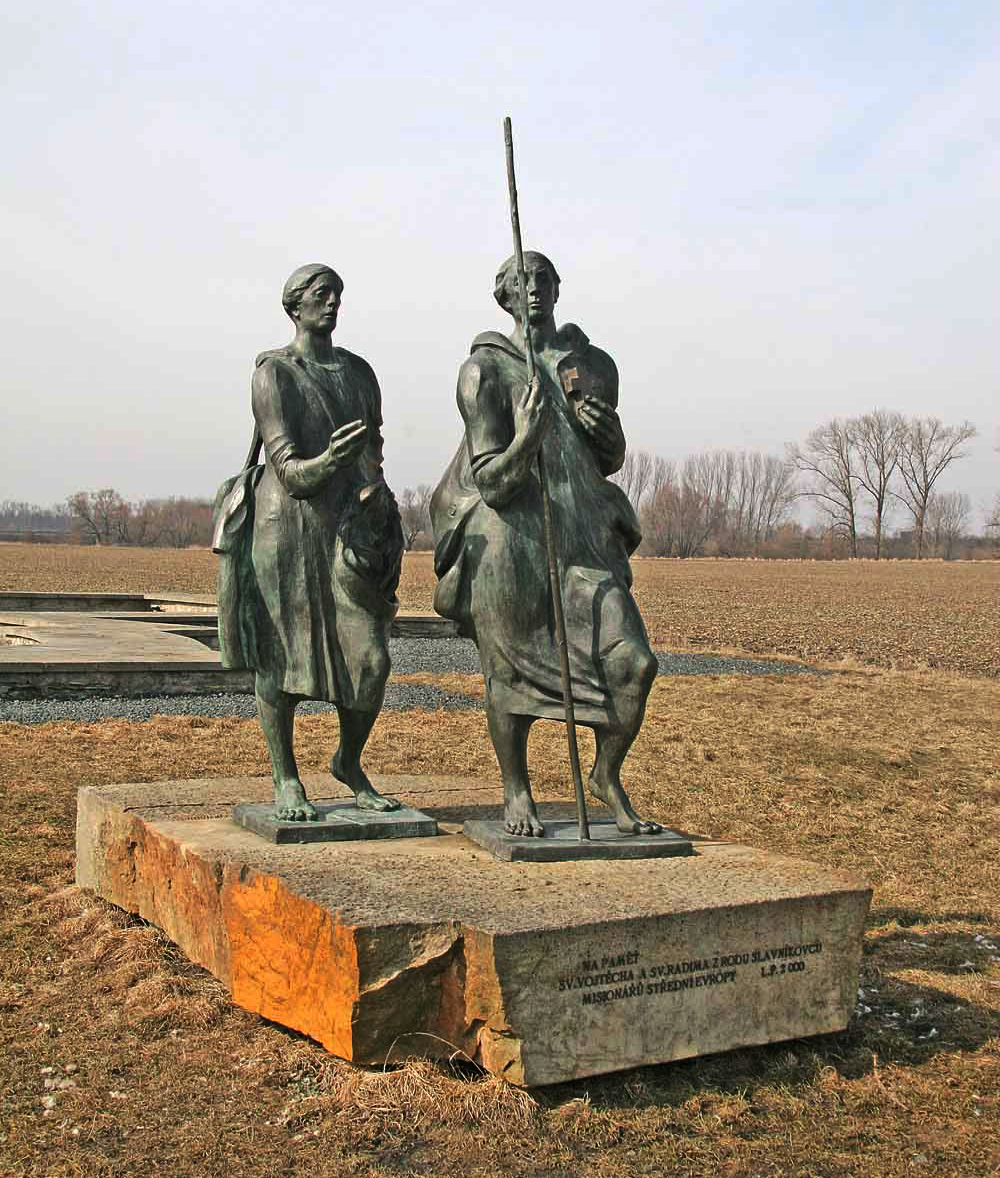
Памятник св. Войтеху и его брату св. Радиму в Либице (Чехия)

В 1328 г. «Житие» было переведено в стихах на немецкий язык хронистом и капелланом Николаем Йерошином.
Другим известным биографом св. Адальберта является Бруно Кверфуртский, который написал его житие в 1001—1004 гг.
В 1962-69 гг. польская исследовательница Ядвига Карвасинская подготовила «Жития» Канапариуса и Бруно Кверфуртского для переиздания.

## Мнение
Джоаннес Фрид (англ. Johannes Fried) выдвигает предположение, что житие св. Адальберта не принадлежит перу Канапариуса, но было написано в Льеже, так как самая старая из прослеживаемых версий находилась в раке св. Адальберта в Ахене. Льежский епископ Нотгер, будучи сам агиографом, очевидно, располагал сведениями о более ранней, рукописной версии «Жития» из Аахена. В 997 г., после получения известий о гибели Адальберта верховный суд Аахена был немедленно созван и вслед за тем должен был планировать дальнейшие действия.